# 假石南科
假石南科又名毛盘花科，只有2属4种，全部生长在南非的沙漠干旱区域。
本科植物为旱生的灌木，单叶对生，革质，无托叶，外形类似欧石楠类植物，因此得名。
1981年的克朗奎斯特分类法将本科列入杜鹃花目，1998年根据基因亲缘关系分类的APG 分类法认为应归于山茱萸目。